# Malitbog (Southern Leyte)
Malitbog ist eine philippinische Stadtgemeinde in der Provinz Southern Leyte. Sie hat 22.923 Einwohner (Zensus 1. August 2015).

## Baranggays
Malitbog ist politisch in 37 Baranggays unterteilt.
| - Abgao - Aurora - Benit - Caaga - Cabul-anonan (Pob.) - Cadaruhan - Candatag - Cantamuac - Caraatan - Concepcion - Guinabonan - Iba - Lambonao | - Maningning - Maujo - Pasil (Pob.) - Sabang - San Antonio (Pob.) - San Jose - San Roque - San Vicente - Sangahon - Santa Cruz - Taliwa (Pob.) - Tigbawan I | - Tigbawan II - Timba - Asuncion - Cadaruhan Sur - Fatima - Juangon - Kauswagan - Mahayahay - New Katipunan - Pancil - San Isidro - Santo Niño |